# 電的歷史與現前狀態

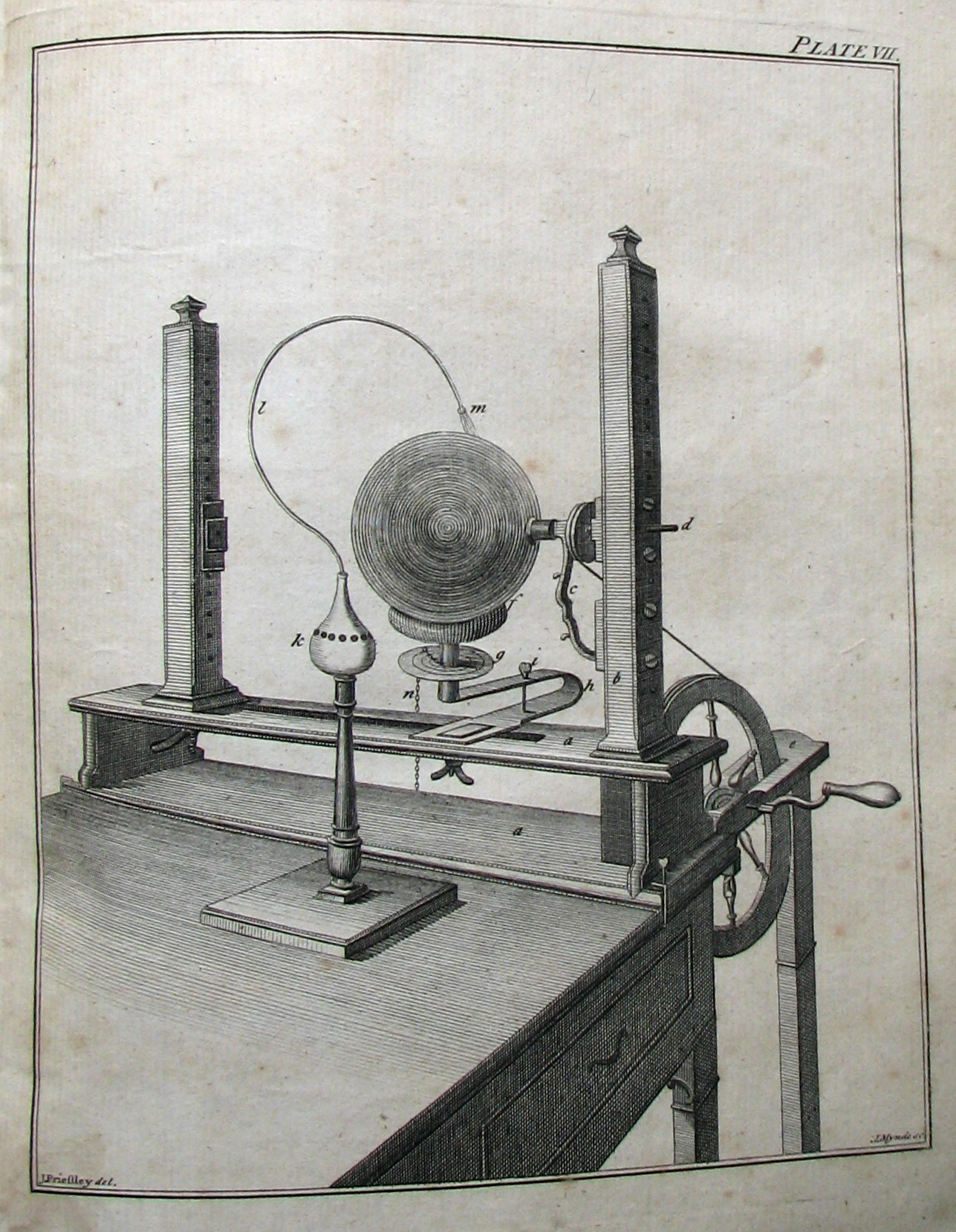
約瑟夫·普利斯特里 的電子機器，收錄於他的Familiar Introduction to Electricity(1768)首版中。)

電的歷史與現前狀態(The History and Present State of Electricity )(1767)由十八世紀英國博學家約瑟夫·普利斯特里所著。本書觀察直到1766年的電學研究，並且說明了普利斯特里自己的研究方法。
普利斯特里在Warrington Academy教書時開始對電有興趣。普利斯特里的朋友介紹他認識當時英國在該領域的頂尖研究者：John Canton、威廉·沃森以及本傑明·富蘭克林。他們鼓勵普利斯特里把他的歷史書中記載的實驗付諸實行；他們相信如果他親自操作將能夠把該實驗描述的更完整。在重複他們的實驗中，普利斯特里對於電的問題感到疑惑，因此促使他設計出自己的實驗方式。
這本七百頁著作的前半部是關於電的研究的歷史，下半部分則較為重要，描述現今關於電的理論並且有對於未來研究的建議。普利斯特里在第二部分說明了一些他自己的發現，像是木炭的電導性。這個發現顛覆了他所謂的「關於電的最早以及最普遍的認知之一」，便是只有水跟金屬能夠導電。這項實驗表現出普利斯特里對於化學與電的關係，在他早期研究中便已出現。 此外有些大膽推測，他「對電荷的平方反比定律提出數學上的推論。這是最早關於該定律的推論，爾後靜電的理論的發展是建立在此推論上的。」
普利斯特里作為自然哲學家的貢獻質大於量，他關於兩個通電點之間「真正氣體的氣流」的觀察稍後在麥可·法拉第與詹姆斯·麥克斯韋研究電磁學時引起他們的注意。普利斯特里的著作作為電的歷史的標準教科書超過一世紀；亞歷山德羅·伏打(後來發明電池)、威廉·赫歇爾（發現紅外線）以及亨利·卡文迪什（發現氧氣）都是根據這本著作。普利斯特里將「電的歷史」改寫為大眾版本，書名為「電研究簡介」(1768)（A Familiar Introduction to the Study of Electricity）

## 註解
1. ↑  Priestley, Joseph. The History and Present State of Electricity, with original experiments. London: Printed for J. Dodsley, J. Johnson and T. Cadell, 1767.
2. ↑  Schofield, 141–44; 152; Jackson, 64-66; Uglow 75–77; Thorpe, 61–65.
3. ↑  Schofield, 144ff.
4. ↑  Gibbs 28–31; see also Thorpe, 64.
5. ↑  Schofield, 150.
6. ↑  Priestley, Joseph. A familiar introduction to the study of electricity. London: Printed for J. Dodsley; T. Cadell; and J. Johnson, 1768.

## 相關連結
- Priestley, Joseph. The History and Present State of Electricity, with original experiments. London: Printed for J. Dodsley, J. Johnson and T. Cadell, 1767.  (1775年第三版)